# Norma Pinto de Oliveira
Norma Pinto de Oliveira, detta Norminha (Buenos Aires, 13 maggio 1942), è un'ex cestista brasiliana.

## Carriera
Con il Brasile ha disputato quattro edizioni dei Campionati del mondo (1964, 1967, 1971, 1975) e quattro dei Giochi panamericani.